# Hossein Rafiee
Mohammad Hossein Rafiee Fanood (Birjad, 8 marzo 1945) è un chimico e attivista iraniano, imprigionato dalle autorità iraniane fino al 2016.

## Biografia
Professore di chimica all'Università di Teheran, a causa delle sue opinioni politiche e delle sue analisi politico-economico-sociali viene arrestato insieme agli altri membri del Consiglio degli attivisti nazionalisti-religiosi dell'Iran nel 2000.
Nel maggio 2015 viene condannato a sei anni di carcere e riceve un divieto di due anni dalle attività politiche e giornalistiche, a causa del suo sostegno all'Accordo sul nucleare iraniano.
Detenuto nella prigione di Evin in condizioni precarie, per Amnesty International Rafiee è un prigioniero di coscienza.
Viene rilasciato nel settembre 2016 a causa dell'ormai deperito stato di salute.